# Nia Ali
Pour les articles homonymes, voir Ali.
Nia Sifaatihii Ali (née le 23 octobre 1988 à Norristown (Pennsylvanie) est une athlète américaine, spécialiste du 100 mètres haies. 
Elle atteint son meilleur niveau dans cette discipline assez tardivement : elle décroche sa première médaille (en argent) à 27 ans aux JO de Rio en 2016 et, trois ans plus tard, une médaille d'or aux Championnats du monde 2019 de Doha, ce qui lui permet, à  trente ans, de devenir la neuvième meilleure performeuse mondiale dans sa spécialité. Elle pratique également l'heptathlon.

## Biographie
Nia Ali passe sa jeunesse sur la Côte Est des États-Unis, à Philadelphie. Elle vit dans une famille nombreuse, elle a 25 frères et sœurs (dont beaucoup sont des demi-frères). Elle fréquente le lycée West Catholic Preparatory de cette ville,. Elle est sportive, elle aime le basket, la course, l’heptathlon. En 2009, à 20 ans, elle est très ébranlée par le suicide de son père. Elle cesse de faire du sport.  
Sa sœur Kalenna Harper est une chanteuse américaine.   

### Parcours professionnel

#### Débuts sur les pistes (2011 - 2012)
Mais deux ans plus tard, à 22 ans, étudiante à Los Angeles à l'Université de Californie du Sud, elle a retrouvé le goût de se battre, elle remporte le 100 m haies lors des championnats universitaires américains de 2011. Elle participe par ailleurs aux Universiades d'été de Shenzhen, en Chine, et s'y impose sur la même distance en 12 s 85. Ces résultats prometteurs lui permettent de trouver un sponsor suffisamment généreux pour qu’elle fasse de sa passion une profession mais elle ne parvient pas à se qualifier pour les JO de Londres en 2012.  
En juin 2013, lors des championnats des États-Unis, elle se classe troisième sur son épreuve de prédilection, derrière Brianna Rollins et Queen Harrison et porte son record personnel à 12 s 48 mais deux mois plus tard, aux mondiaux de Moscou, avec un chrono de 12 s 83 elle ne franchit pas les demi-finales.

#### De bons résultats en salle (2014 - 2015)
En février 2014, à 25 ans, elle remporte le 60 m haies lors des championnats des États-Unis en salle en portant son record personnel à 7 s 80, puis, en mars, elle se distingue en égalant ce record lors des championnats du monde en salle de Sopot en Pologne. Elle remporte ainsi son premier titre international majeur. Elle devance en finale la favorite australienne Sally Pearson et la Britannique Tiffany Porter. 
En retrait en 2015, pour cause de maternité, Nia Ali revient au premier plan l'année suivante : en mars 2016 elle conserve son titre mondial sur 60 m haies lors des championnats du monde en salle de Portland en 7 s 81 (SB), à un centième de son record personnel. Elle bat, d'un centième de seconde également, sa compatriote, la toujours redoutable Brianna Rollins et la Britannique Tiffany Porter. 

#### Rio, Doha, le temps des médailles (2016 - 2019)
À 27 ans, le 17 août 2016 à Rio, lors de ses premiers JO, NIa Ali remporte la médaille d'argent du 100 mètres haies en 12 s 59, réalisant avec Brianna Rollins (en or avec 12 s 48) et Kristi Castlin (en bronze avec 12 s 61) un triplé américain inédit,.
À l'issue de ces jeux, elle déclare que, trop âgée pour progresser sur 100 m haies, elle pense qu'aux Jeux olympiques de Tokyo en 2020 (elle aura 31 ans), elle tentera de participer à l'heptathlon, discipline dans laquelle son record personnel à 5 870 points, réalisé en 2016 quelques semaines avant les JO, lui permet de nourrir quelques ambitions.
En 2017, elle est ne brille pas particulièrement sur les stades. Toujours sur 100 m haies, elle se contente de places d'honneur lors des rencontres de la Ligue de Diamant, étant 5e à l'issue des qualifications de la compétition et absente à la finale. Elle termine bonne dernière lors de la finale des championnats du monde de Londres.  
En 2018, elle a un deuxième enfant et ne participe à aucune compétition au cours de la saison. Elle effectue son retour sur les pistes en 2019 mais réalise un début de saison assez terne. Au cours de la Ligue de Diamant dominée de bout en bout par Danielle Williams et Kendra Harrison, son meilleur résultat est une deuxième place lors du London Grand Prix en 12 s 57, battue par Danielle Williams dans l'excellent temps de 12 s 32. Le 27 juillet, elle obtient une deuxième place à nouveau à Des Moines aux championnats nationaux : avec 12 s 55 elle est devancée par Kendra Harrison (12 s 45) mais est qualifiée pour les championnats du monde 2019 de Doha,. Et c'est là qu'elle crée la surprise, elle empoche la médaille d'or en pulvérisant son record personnel. En effet, elle s'impose en 12 s 34, devançant largement les sœurs ennemies, Kendra Harrison (12 s 46) et Danielle Williams (12 s 47). Elle devient la neuvième femme la plus rapide du monde sur 100 mètres haies, ex aequo avec Sharika Nelvis, la première étant Kendra Harrison (12 s 20), toujours à la recherche d'un titre mondial.

## Vie privée
Le 8 mai 2015, Nia Ali met au monde un garçon, Titus Maximus, fruit de sa relation avec le sprinteur américain Michael Tinsley, vice-champion olympique et mondial sur 400 m haies en 2012 et 2013,. Lors du triplé américain des JO de Rio, on voit le petit Titus, âgé de 15 mois, sur des images qui ont fait le tour du monde, dans les bras de sa mère et de ses deux compatriotes. 
Le 23 juin 2018, l'américaine donne naissance à une fille, Yuri, dont le père est le sprinter canadien Andre De Grasse, qui s'est notamment illustré aux JO de Rio en 2016,.
Nia adore la musique, elle joue du piano depuis son plus jeune âge. Mais elle se considère également comme une «nerd», elle a 4 ordinateurs chez elle et plus jeune elle voulait faire des études de génie informatique à la faculté.

## Palmarès
| Date | Compétition                        | Lieu                               | Résultat | Épreuve     | Temps   |
| ---- | ---------------------------------- | ---------------------------------- | -------- | ----------- | ------- |
| 2011 | Universiade                        | Shenzhen                           | 1re      | 100 m haies | 12 s 85 |
| 2014 | Championnats du monde en salle     | Sopot                              | 1re      | 60 m haies  | 7 s 80  |
| 2016 | Circuit mondial en salle de l'IAAF | Circuit mondial en salle de l'IAAF | 1re      | 60 m haies  | détails |
| 2016 | Championnats du monde en salle     | Portland                           | 1re      | 60 m haies  | 7 s 81  |
| 2016 | Jeux olympiques                    | Rio de Janeiro                     | 2e       | 100 m haies | 12 s 59 |
| 2017 | Championnats du monde              | Londres                            | 8e       | 100 m haies | 13 s 04 |
| 2019 | Ligue de diamant                   | Ligue de diamant                   | 3e       | 100 m haies | 12 s 74 |
| 2019 | Championnats du monde              | Doha                               | 1re      | 100 m haies | 12 s 34 |
| 2020 | Circuit mondial en salle de l'IAAF | Circuit mondial en salle de l'IAAF | 2e       | 60 m haies  | détails |
| 2023 | Championnats du monde              | Budapest                           | 8e       | 100 m haies | 12 s 78 |

### National
- Championnats des États-Unis d'athlétisme :
  - Plein air : vainqueur du 100 m haies en 2023

## Records
| Épreuve     | Épreuve   | Performance | Lieu              | Date                        |
| ----------- | --------- | ----------- | ----------------- | --------------------------- |
| 100 m haies | Plein air | 12 s 30     | Monaco            | 21 juillet 2023             |
| 60 m haies  | En salle  | 7 s 80      | Albuquerque Sopot | 23 février 2014 8 mars 2014 |

### Meilleures performances par année
| Année | Temps   | Date            | Lieu           | Rang Mondial |
| ----- | ------- | --------------- | -------------- | ------------ |
| 2005  | 14 s 20 | 17 juin 2005    | Greensboro     | -            |
| 2006  | 13 s 63 | 22 juin 2006    | Indianapolis   | 222          |
| 2007  | 13 s 25 | 12 mai 2007     | Tuscaloosa     | 101          |
| 2008  | 13 s 14 | 9 mai 2008      | Tempe          | 80           |
| 2009  | 13 s 17 | 11 juin 2009    | Fayetteville   | 76           |
| 2010  | -       | -               | -              | -            |
| 2011  | 12 s 73 | 25 juin 2011    | Eugene         | 8            |
| 2012  | 12 s 78 | 16 juin 2012    | Edmonton       | 27           |
| 2013  | 12 s 48 | 22 juin 2013    | Des Moines     | 3            |
| 2014  | 12 s 75 | 19 juillet 2014 | Heusden-Zolder | 16           |
| 2015  | -       | -               | -              | -            |
| 2016  | 12 s 55 | 8 juillet 2016  | Eugene         | 4            |
| 2017  | 12 s 52 | 24 juin 2017    | Sacramento     | 4            |
| 2018  | -       | -               | -              | -            |
| 2019  | 12 s 34 | 6 octobre 2019  | Doha           | 2            |